# 布羅赫維奇
48°11′9″N 28°56′1″E / 48.18583°N 28.93361°E

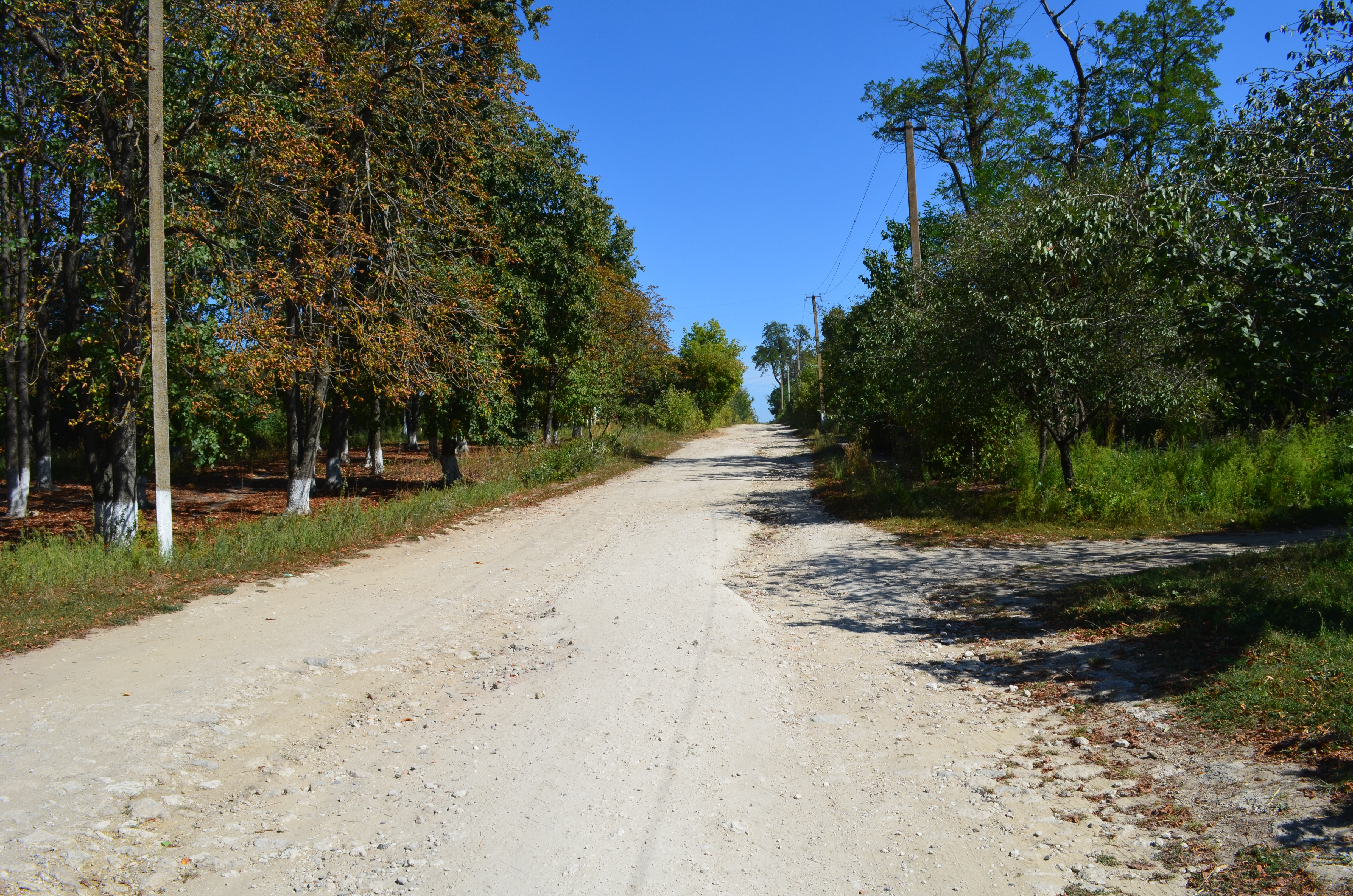

布羅赫維奇（烏克蘭語：Брохвичі），是烏克蘭的村落，位於該國西南部文尼察州，由圖利欽區負責管轄，始建於1834年，面積1.1平方公里，海拔高度273米，2001年人口163，人口密度每平方公里148.86人。